# Miele K 1
Der Miele K 1 war das kleinste Automodell der Miele & Cie. KG aus Gütersloh. Es wurde zwischen April 1912 und Februar 1914 produziert. Andere Schreibweisen des Modellnamens lauteten Miele K1, Miele K.1 und Miele K I.

## Beschreibung

### Fahrgestell
Das Fahrgestell war ein vorne verjüngter und hinten hochgekröpfter Leiterrahmen. Die Achsen waren starr und an Längsblattfedern aufgehängt. Der Radstand betrug 2700 mm und die Spurweite 1300 mm.

### Motor
Die Fahrzeuge hatten einen vorn eingebauten Vierzylinder-Viertakt-Reihenmotor. 64,5 mm Bohrung und 120 mm Hub ergaben 1568 cm³ Hubraum. Die Magnetzündung kam von Bosch. Die Motorkühlung erfolgte durch eine Thermosiphonkühlung. Die Motorleistung war mit 20 PS angegeben. Der Hubraum entsprach nach der damals gültigen Regel 6 Steuer-PS. Daher wurde das Modell auch 6/20 PS genannt. Es gibt Hinweise darauf, dass der Motor anfangs 17 PS leistete und das Modell daher auch 6/17 PS genannt wurde – allerdings bestätigt das Miele-Auslieferungsbuch diese Hinweise nicht. Einige Fahrzeuge erhielten in der Zeit von 1913 bis 1914 einen etwas größeren Motor mit 7 Steuer-PS und 22 PS Leistung.

### Kraftübertragung
Eine Lamellenkupplung übertrug die Kraft auf das Getriebe. Es hatte vier Vorwärts- und einen Rückwärtsgang, wurde über eine Kulissenschaltung betätigt und trieb über eine Kardanwelle die Hinterräder an.

### Höchstgeschwindigkeit
Das Unternehmen gab die Höchstgeschwindigkeit mit 60 bis 70 km/h für die viersitzige Torpedoausführung an.

### Karosserie
Zur Wahl standen zwei- und viersitzige Torpedo, viersitzige Landaulets, viersitzige Limousinen und zweisitzige Lieferwagen.

## Preise und Zubehör
Der Preis für das Fahrzeug war abhängig von der Karosserie:
- 4800 M für das Fahrgestell
- 5100 M für den zweisitzigen Torpedo-Phaeton
- 5400 M für den viersitzigen Torpedo-Doppel-Phaeton
- 6600 M für das viersitzige Landaulet mit Torpedo-Windschutz, Vordach und aufklappbarer Glasscheibe
- 6700 M für die viersitzige Limousine mit Torpedo-Windschutz, Vordach und aufklappbarer Glasscheibe
- 5700 M für den zweisitzigen Lieferwagen mit Kasten, Eisengalerie und Vordach für 400 kg Nutzlast

Bei Fahrzeugauslieferung wurden die folgenden Werkzeuge und Ersatzteile gratis mitgeliefert:
- Werkzeug:
  - 1 verstellbarer Mutterschlüssel
  - 3 doppelte Gabelschlüssel
  - 2 einfache Gabelschlüssel
  - 2 Rohrschlüssel
  - 1 Achsmutterschlüssel
  - 1 Düsenschlüssel
  - 2 Schraubenzieher
  - 1 Hammer
  - 1 Flachzange
  - 1 Beißzange
  - 1 Feile
  - 1 Radabzieher, für Vorder- und Hinterrad passend
  - 1 Ölkanne
  - 2 Montierhebel (falls Bereifung mitgeliefert wird)
- Ersatzteile:
  - 1 Ventil
  - 1 Ventilfeder
  - 1 Federteller mit Keil
  - 2 Gaze-Zylinder für Ölfilter
  - 1 Büchse mit Muttern und Splinten

Für die Fahrzeuge gab es eine umfangreiche Liste für besondere Zubehör- und Ausstattungsgegenstände. Angaben in Goldmark.
| Nr. | Bezeichnung des Zubehör- oder Ausstattungsgegenstandes                                                                | Miele K 1 Miele K 2 | Miele K 3 |
| --- | --- | ------------------- | --------- |
| 1   | Schutzscheibe vor dem Führersitz verstellbar und Anbringen                                                            | 120,--              | 130,--    |
| 2   | Verdeck aus wasserdichtem starkem Segeltuch für Zweisitzer ohne Seitenteil                                            | 150,--              | 170,--    |
| 3   | Segeltuch für Zweisitzer mit Seitenteil                                                                               | 175,--              | 195,--    |
| 4   | Verdeck für Viersitzer ohne Seitenteil                                                                                | 220,--              | 240,--    |
| 5   | Verdeck für Viersitzer mit Seitenteil                                                                                 | 250,--              | 280,--    |
| 6   | Schutzhülle für das zurückgeklappte Verdeck                                                                           | 40,--               | 45,--     |
| 7   | Scheinwerfer Nr. 1, emailliert, Entwickler, Rohrleitung, Halter und Anbringen                                         | 90,--               | 110,--    |
| 8   | Scheinwerfer Nr. 2, Messing poliert, Zubehör wir Nr. 1                                                                | 110,--              | 125,--    |
| 9   | Scheinwerfer Nr. 3, mittlere Größe, Torpedoform mit Silberglas-Reflektoren, großen Entwickler, Halter und Anbringen   | 130,--              | 140,--    |
| 10  | Scheinwerfer Nr. 4, Torpedoform, extra groß mit Silberglas-Reflektoren, Entwickler, Rohrleitung, Halter und Anbringen | 140,--              | 150,--    |
| 11  | Petroleum-Seitenlaternen (Preis pro Paar)                                                                             | 36,--               | 40,--     |
| 12  | Elektrische Seitenlaternen ohne Akkumulator (pro Paar)                                                                | 32,--               | 36,--     |
| 13  | Halter für Seitenlaternen und Anbringen                                                                               | 20,--               | 20,--     |
| 14  | Schlusslampen mit Sturmlaterne                                                                                        | 26,--               | 26,--     |
| 15  | Halter dazu und Anbringen                                                                                             | 7,50                | 7,50      |
| 16  | Schlusslampen elektrisch mit Akkumulator Nr. 1, Leitung und Anbringen                                                 | 56,--               | 56,--     |
| 17  | Akkumulator Nr. 1, mit Holzkasten ca. 45 Brennstunden                                                                 | 37,--               | 37,--     |
| 18  | Akkumulator Nr. 2, mit Holzkasten ca. 70 Brennstunden                                                                 | 46,--               | 46,--     |
| 19  | Kilometerzähler an der Radkappe                                                                                       | 42,--               | 42,--     |
| 20  | Geschwindigkeitsmesser, System Jones Spitometer mit Anbringen                                                         | 160,--              | 160,--    |
| 21  | Überzug für Vordersitz                                                                                                | 45,--               | 50,--     |
| 22  | Überzug für Hintersitz                                                                                                | 55,--               | 60,--     |
| 23  | Überzug für Rückwand des Vordersitzes und Seitenwände                                                                 | 30,--               | 40,--     |
| 24  | Huppe 1 mit Metallschlauch und Sieb                                                                                   | 24,--               | 24,--     |
| 25  | Huppe 2 mit Metallschlauch und Sieb                                                                                   | 28,--               | 28,--     |
| 26  | Huppe 3 mit Metallschlauch und Sieb                                                                                   | 32,--               | 32,--     |
| 27  | Metallschlauch | 7,50                | 7,50      |
| 28  | Huppe mit Metallschlauch und mechanischem Antrieb, Preis ab                                                           | 85,--               | 85,--     |
| 29  | Schutzhülle für einen Pneumatik 760x90                                                                                | 20,--               | 20,--     |
| 30  | Schutzhülle für einen Pneumatik 810x90                                                                                | 25,--               | 25,--     |
| 31  | Beutel für Schlauch, per Stück                                                                                        | 8,--                | 8,--      |
| 32  | Schutzhülle für 2 Scheinwerfer                                                                                        | 14,--               | 14,--     |
| 33  | Schutzhülle für 2 Seitenlaternen                                                                                      | 10,--               | 10,--     |
| 34  | Auspufföffner | 25,--               | 25,--     |
| 35  | Nummernschild vorn, einschließlich Anbringen                                                                          | 7,50                | 7,50      |
| 36  | Verkleidung zwischen Chassis und Trittbrett                                                                           | 46,--               | 46,--     |
| 37  | Werkzeugkasten, lackiert                                                                                              | 25,--               | 25,--     |
| 38  | Werkzeugkasten, poliert und besonderen Beschlag                                                                       | 35,--               | 35,--     |
| 39  | Wagenheber | 18,--               | 18,--     |
| 40  | Luftpumpe | 16,--               | 16,--     |
| 41  | Mehrpreis mit abnehmbarer Continental-Felge bei 760 mm Felgendurchmesser                                              | 260,--              | 260,--    |
| 42  | Mehrpreis mit abnehmbarer Continental-Felge bei 810 mm Felgendurchmesser                                              | 275,--              | 275,--    |
| 43  | Reserve-Felge 760 mm Felgendurchmesser, pro Stück                                                                     | 40,--               | 40,--     |
| 44  | Reserve-Felge 810 mm Felgendurchmesser, pro Stück                                                                     | 45,--               | 45,--     |
| 45  | 1 Satz Reifenhalter                                                                                                   | 35,--               | 35,--     |
| 46  | Stepnay-Rad, komplett mit Klammern und Radhalter und Anbringen, 760 mm Durchmesser                                    | 120,--              | 120,--    |
| 47  | Stepnay-Rad, komplett mit Klammern und Radhalter und Anbringen, 810 mm Durchmesser                                    | 130,--              | 130,--    |
|     | Mehrpreise für stärkere Gummireifen: 760x100 statt 760x90 (Preis für 2 Räder)                                         | 50,--               | 50,--     |
|     | Mehrpreise für stärkere Gummireifen: 765x105 statt 760x90 (Preis für 2 Räder)                                         | 53,--               | 53,--     |
|     | Mehrpreise für stärkere Gummireifen: 760x120 statt 760x90 (Preis für 2 Räder)                                         | 110,--              | 110,--    |
|     | Mehrpreise für stärkere Gummireifen: 810x100 statt 810x90 (Preis für 2 Räder)                                         | 60,--               | 60,--     |
|     | Mehrpreise für stärkere Gummireifen: 815x100 statt 810x90 (Preis für 2 Räder)                                         | 64,--               | 64,--     |
|     | Mehrpreise für stärkere Gummireifen: 810x120 statt 810x90 (Preis für 2 Räder)                                         | 107,--              | 107,--    |
|     | Mehrpreis für Gleitschutz oder Rillenreifen pro Rad: 760x90                                                           | 22,--               | 22,--     |
|     | Mehrpreis für Gleitschutz oder Rillenreifen pro Rad: 760x100                                                          | 29,--               | 29,--     |
|     | Mehrpreis für Gleitschutz oder Rillenreifen pro Rad: 765x105                                                          | 29,50               | 29,50     |
|     | Mehrpreis für Gleitschutz oder Rillenreifen pro Rad: 760x120                                                          | 25,50               | 25,50     |
|     | Mehrpreis für Gleitschutz oder Rillenreifen pro Rad: 810x90                                                           | 25,50               | 25,50     |
|     | Mehrpreis für Gleitschutz oder Rillenreifen pro Rad: 810x100                                                          | 30,50               | 30,50     |
|     | Mehrpreis für Gleitschutz oder Rillenreifen pro Rad: 815x105                                                          | 30,50               | 30,50     |
|     | Mehrpreis für Gleitschutz oder Rillenreifen pro Rad: 820x120                                                          | 29,--               | 29,--     |

## Sonstiges
Miele gewährte 6 Monate Garantie.

## Zuverlässigkeitsfahrt 1912
Ein Miele-Fahrzeug nahm 1912 an einer dreitägigen Automobil-Sternfahrt unter dem Protektorat des Prinzen Heinrich von Preußen teil. Es war laut einer Quelle ein K 1, während eine andere Quelle Motordaten nennt, die zu K 2 und K 3 passen. Eine Quelle gibt an, dass der Start am 11. Juni 1912 erfolgte. Andere Quellen nennen den 11. Juli 1912 als Starttag oder allgemein Juli 1912 als Monat der Veranstaltung. Die Fahrt führte über 1400 Kilometer von Minden nach Frankfurt am Main. Mehrere Quellen meinen, es sei die Prinz-Heinrich-Fahrt gewesen, die jedoch letztmals 1911 stattfand. Das Fahrzeug belegte den zweiten Platz und verpasste den Sieg nur durch eine Reifenpanne.

## Stückzahlen
Nach Angaben des Auslieferungsbuches von Miele entstanden 37 Fahrzeuge mit dem kleinen Motor und 6 Fahrzeuge mit dem großen Motor – möglicherweise noch eins mehr, weil im Buch ein Fahrzeug ohne Modellbezeichnung aufgeführt ist.